# Waza z Bronocic

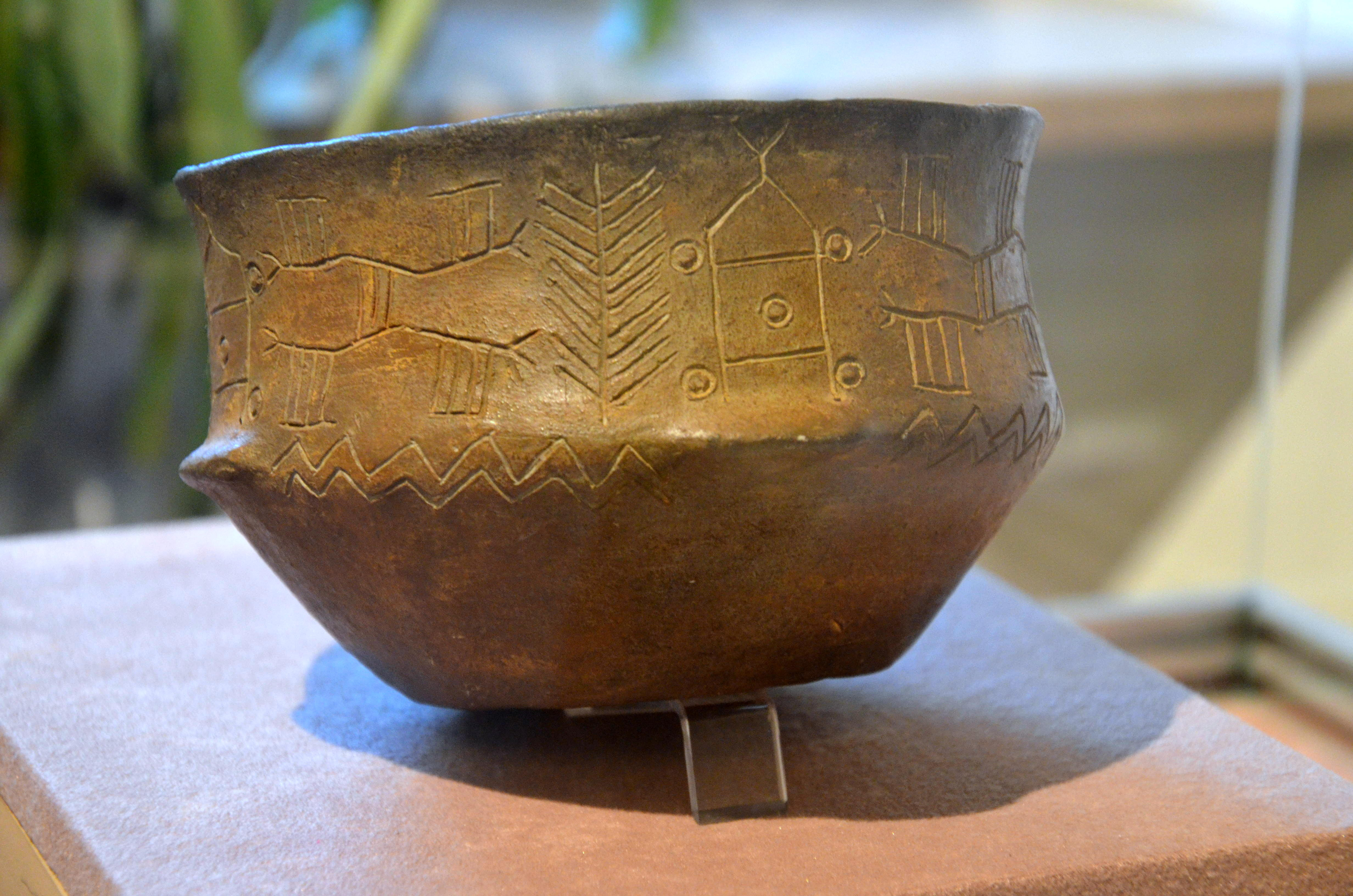
Waza z Bronocic

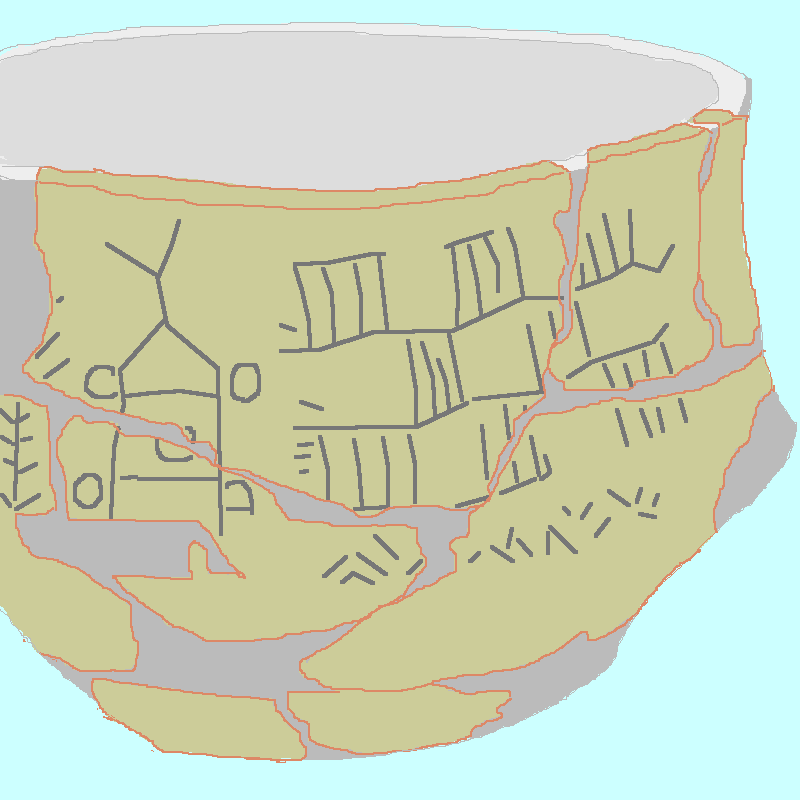

Waza z Bronocic – ceramiczna waza z rysunkiem interpretowanym jako najstarszy znany dowód używania pojazdu kołowego. Jej wiek szacuje się za pomocą datowania radiowęglowego na 3635–3370 p.n.e. i zaliczana jest do kultury pucharów lejkowatych. Obecnie przechowywana w Muzeum Archeologicznym w Krakowie (zwiedzającym udostępniona jest jedynie kopia).

## Odkrycie

Przerys najważniejszego elementu wazy

Naczynie odkryto w 1976 podczas wykopalisk archeologicznych prowadzonych na terenie dużej neolitycznej osady w Bronocicach nad Nidzicą w województwie świętokrzyskim, około 50 km na północny wschód od Krakowa. W latach 1974–1980 prace prowadził tam prof. Janusz Kruk z krakowskiego oddziału Instytutu Archeologii i Etnologii Polskiej Akademii Nauk i Sarunas Milisauskas ze State University of New York w Buffalo.

## Dekoracja
Ornament przedstawia symbolicznie najważniejsze elementy prehistorycznego środowiska przetworzonego przez człowieka. Najistotniejszą częścią dekoracji jest 5 szczątkowych wizerunków przypominających wóz. Przedstawiają one czterokołowy pojazd z dyszlem dla zwierząt pociągowych. Linie łączące koła prawdopodobnie reprezentują osie. Koło pośrodku być może symbolizuje pojemnik na zbiory.
Inne rysunki przedstawiają drzewo, rzekę oraz schemat, który może symbolizować pole z krzyżującymi się drogami/rowami lub plan wioski.
Wizerunek na wazie jest najstarszym znanym wyobrażeniem pojazdu kołowego na świecie. Dowodzi, że pojazdy kołowe były znane w Europie Środkowej już w IV tysiącleciu p.n.e.
Rogi zwierząt z Bronocic miały otarcia sugerujące, że były obwiązane sznurem tworzącym prawdopodobnie coś w rodzaju jarzma przyrożnego.